# Javiera Mena
Javiera Alejandra Mena Carrasco (Santiago del Cile, 3 giugno 1983) è una cantante cilena.

## Biografia
Attiva nella scena indie cilena dal 2001, anno in cui si è esibita al suo primo concerto, Javiera Mena ha studiato presso l'accademia musicale ProJazz. Fra il 2003 e il 2006 ha fatto parte del duo Prissa con l'amica Francisca Villela.
Nel 2006 è uscito il suo album di debutto Esquemas juveniles, pubblicato da un'etichetta indipendente appartenente al gruppo argentino Entre Ríos, per i quali aveva aperto un concerto a Buenos Aires due anni prima. Nel 2009 si è esibita per la prima volta in Europa, aprendo i concerti iberici per il duo norvegese Kings of Convenience, mentre nel 2011 è salita sul palco del Lollapalooza in Cile dopo la pubblicazione del suo secondo album, Mena.
La cantante ha pubblicato il suo terzo disco Otra era nel 2014. L'anno successivo la title track è stata candidata ai Latin Grammy Awards per la miglior canzone alternativa. La tournée per l'album l'ha portata a esibirsi in Cile, Messico, Perù e Spagna. Nel 2016 è stata giurata al Festival di Viña del Mar (dove si è anche esibita in duetto con Alejandro Sanz), mentre nel 2019, dopo l'uscita del quarto album Espejo, si è esibita al Coachella Valley Music and Arts Festival in California.
Nel dicembre 2021 è stata confermata fra i quattordici partecipanti al Benidorm Fest 2022, evento che ha selezionato il rappresentante della Spagna all'Eurovision Song Contest, dove ha presentato il suo singolo Culpa, senza però superare le semifinali.

## Discografia

### Album in studio
- 2006 – Esquemas juveniles
- 2010 – Mena
- 2014 – Otra era
- 2018 – Espejo
- 2021 – I. Entusiasmo

### Raccolte
- 2013 – Primeras composiciones 2000-2003

### EP
- 2012 – Victoria
- 2019 – Deezer Next Live Session

### Singoli
- 2007 – Yo no te pido la luna
- 2010 – Hasta la verdad
- 2011 – Luz de piedra de luna
- 2013 – Espada
- 2015 – Sincronía, Pegaso
- 2015 – Que me tome la noche
- 2017 – Dentro de ti
- 2017 – Intuición (feat. Li Saumet)
- 2018 – Alma
- 2019 – La quietud del movimiento (con i Meteoros)
- 2019 – Amor libre (con Esteman)
- 2019 – Mujer contra mujer
- 2019 – Contigo
- 2020 – Flashback
- 2020 – Corazón astral
- 2020 – Brasa (con Jade Baraldo)
- 2020 – Entre las dos (con i Miranda!)
- 2021 – Dos
- 2021 – Debilidad - A Colors Show
- 2021 – Culpa
- 2021 – Dunas (con Myriam Hernández)